# Finkovo
Finkovo je naselje štirih razloženih hiš v Občini Ribnica. Nahaja se na strmem prisojnem travnatem pobočju na vznožju Male gore, severno od Ortneka, kilometer vzhodno od glavne ceste in železnice Ljubljana - Kočevje.
Blizu je slepa dolina manjšega potočka, v njej pa več kot 3,3 km dolga Podstenjska jama.